# Vườn quốc gia Đài Giang
Vườn quốc gia Đài Giang (tiếng Trung: 台江國家公園; bính âm: Táijiāng Guójiā Gōngyuán) là một vườn quốc gia nằm tại Đài Nam, Đài Loan. Nó là vườn quốc gia thứ tám và là vườn quốc gia nằm trong khu vực đô thị đầu tiên tại Đài Loan.
Đây là nơi có sông Đài Giang có nguồn gốc lịch sử từ biển kín Đài Giang hình thành nên một vùng đất ngập nước. Về mặt hành chính, nó nằm tại các quận An Nam và khu ven biển của Thất Cổ, bao gồm Tứ Thảo (四草), Lộc Nhĩ Môn (鹿耳門), vùng ngập nước Thất Cổ (七股潟湖), đảo Đông Cát thuộc quần đảo Bành Hồ.

## Mô tả
Được thành lập vào ngày 28 tháng 12 năm 2009, phần lớn diện tích vườn quốc gia thuộc thành phố Đài Nam. Tên của nó có nguồn gốc từ khu vực biển nội lục Đài Giang trước thế kỷ 18., trong khi khu vực ven biển là các cồn cát. Không giống như các vườn quốc gia khác, Đài Giang được quản lý bởi Chính quyền Trung ương. Tiền thân của nó là khu bảo tồn động vật hoang dã Tứ Thảo được hình thành vào ngày 30 tháng 11 năm 1994 thuộc Khu danh thắng quốc gia Bờ biển Tây Nam.
Vùng đất ban đầu là biển nội lục với độ cao trung bình chỉ 0,5 mét. Tại đây có ba con sông chính, tất cả chảy theo hướng đông-tây là Tăng Văn, Lộc Nhĩ Môn và Diêm Thủy. Ngoài ra, vườn quốc gia còn là nơi có kênh nhân tạo nối Cảng Chu Hải với Thanh Đạo Quang, là kênh đào đầu tiên tại Đài Loan được xây dựng dưới thời nhà Thanh.